# Amt Kyllburg (Kurtrier)
Das Amt Kyllburg war ein vom 14. Jahrhundert bis 1794 bestehender Verwaltungs- und Gerichtsbezirk im Kurfürstentum Trier mit Sitz in Kyllburg.

## Geschichte
Ab 1239 bildete die Kyllburg die Basis der kurtrierschen Macht in der Gegend. Im 14. Jahrhundert entstand eine Ämterorganisation. Kurfürst Balduin von Luxemburg bildete nach französischem Vorbild eine Ämterverwaltung. An der Spitze der Ämter stand nun ein Amtmann. Das Amt Kyllburg war eins von 30 Ämtern, die in der Amtszeit Balduins urkundlich erwähnt werden. In der einer Aufstellung, die Kurfürst Johann II. von Baden 1498 beauftragt hatte, ist das Amt Kyllburg eines von 59 Ämter kurtrierschen Ämtern.
1439 bis 1453 war das Amt an Johann Hurt von Schönecken verpfändet. 1547 erfolgte eine Verpfändung an das Domkapitel, die später wieder eingelöst wurde.
Das Trierer Feuerbuch von 1563 nennt folgende Amtsorte:
- Kilburgh
- Wyler
- Wilsacker
- der hoff Etteldorff
- Orßfeldt
- Meißbergh
- Nidenbach
- der hoff Schwikerot
- Zanschitt
- Orß
- Spangh
- Dalheim
- Ellentz
- Schleydt
- Merrelschidt
- Sanct Thomaß

Am Ende des HRR bestand der Ort 1783 aus dem Hof Bruderholz, Dahlem, Ehlenz, dem Hof Etteldorf, Kyllburg, Kyllburgweiler, Lünebach, Meisburg, Merlscheid, Neidenbach, Orsfeld, Sankt Thomas, Schleid, Spang, Usch, Wilsecker und Zendscheid.
Mit der Einnahme des Linken Rheinufers durch französische Revolutionstruppen wurde das Amt nach 1794 aufgelöst. In der Franzosenzeit gehörte das Gebiet zum Kanton Kyllburg im Arrondissement de Prüm im Département de la Sarre.

## Amtssitz

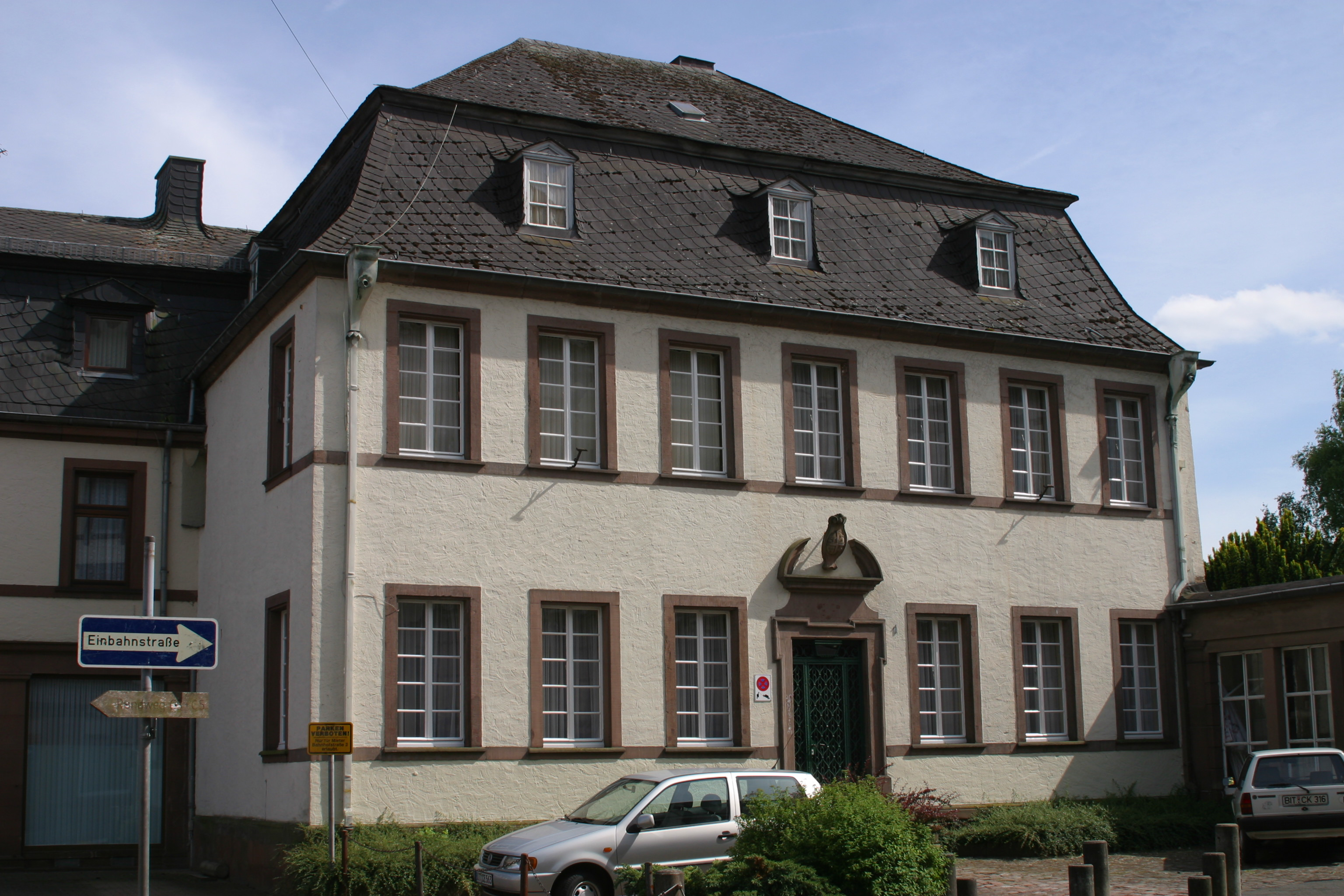
Ehemaliges kurfürstliches Rentamt

Verwaltungssitz war zunächst die Burg und dann das ehemalige kurfürstliche Rentamt. Der siebenachsige Mansardwalmdachbau, wohl aus der zweiten Hälfte des 18. Jahrhunderts steht als Kulturdenkmal unter Denkmalschutz. Es wird heute als Hotel genutzt und entsprechend nach dem Ende des Kurstaates umgebaut. 1927 erfolgte die Anlage eines Hotelgartens, teilweise unterbaut mit zweigeschossigen Liegehallen in Betonkonstruktion, zwei Pavillons, Reformarchitektur. Ein siebenachsiger Erweiterungsbau stammt aus der Zeit kurz nach 1930.
Koordinaten: 50° 2′ 27,5″ N, 6° 35′ 25″ O

## Amtmänner
- Philipp Franz Wilderich Nepomuk von Walderdorf [1779]